# SC/ESV Pandrof
SC/ESV Pandrof, odnosno "nogometni klub Pandrof" je nogometni klub iz Austrije, iz Pandrofa.
Klub je oko kojeg se okupljaju gradišćanski Hrvati, hrvatska manjina u Austriji.

## Poznati treneri
- Hanzi Dihanić[3]

## Klupski uspjesi
- Hrvatski nogometni kup (Gradišće):

- prvaci:
- doprvaci:

- gradišćanska liga:
- gradišćansko prvenstvo u malom nogometu: